# Work Experience
Work Experience é um filme de drama em curta-metragem estadunidense de 1989 dirigido e escrito por James Hendrie. Venceu o Oscar de melhor curta-metragem em live action na edição de 1990.

## Elenco
- Lenny Henry - Terence Weller
- Kathy Burke - Sally
- Neil Pearson - Greg
- Shelagh Fraser
- Neil McCaul